# 曾巨威
曾巨威（1951年9月4日—），中國國民黨籍財稅學者，曾任立法委員、行政院賦稅改革委員會副召集人。
長年任教於國立政治大學財政學系，直至退休。現為國立政治大學財政學系名譽教授、中國科技大學財政稅務系講座教授。

## 簡介

### 教學
曾巨威畢業於國立中興大學法商學院（現國立臺北大學）會計學系、政治大學財政研究所碩士，赴美求學，獲得德州大學企業管理學系碩士及奧克拉荷馬州立大學經濟學系博士。學成返國後，他長年任教於政大財政系（原政大財稅系），直至2009年退休，繼續擔任名譽教授，並受聘於中國科技大學財政稅務系為講座教授。

### 稅制改革
林全擔任財政部部長時，曾巨威主張建立「最低稅負制」，對富人加以課稅，後來得以落實。此外，曾巨威與許多財稅學者、民間團體長期奔走，主張取消軍教個人綜合所得稅免稅，2012年起軍人及國中以下教師恢復課徵個人綜合所得稅。曾巨威長期在媒體撰寫社論，主張稅制改革，他強力批評政府調降遺產稅與贈與稅，認為將危及租稅公平與政府財政平衡。
2012年，曾巨威、蔡正元、費鴻泰、賴士葆等人，主導退回行政院版證所稅草案，改為國民黨共識版，設下台股指數8500點後才開徵的關卡，財政部長劉憶如因而請辭。
2013年，曾巨威、賴士葆和費鴻泰等人，再度在立法院提案修改證所稅法，將台股指數8500點後才開徵的關卡廢除。

## 選舉

### 2012年中華民國立法委員選舉
| 1        | 王金平   | 中國國民黨                   |                              |                              |
| 2        | 王育敏   | 中國國民黨                   |                              |                              |
| 3        | 曾巨威   | 中國國民黨                   |                              |                              |
| 4        | 楊玉欣   | 中國國民黨                   |                              |                              |
| 5        | 邱文彥   | 中國國民黨                   |                              |                              |
| 6        | 洪秀柱   | 中國國民黨                   |                              |                              |
| 7        | 吳育仁   | 中國國民黨                   |                              |                              |
| 8        | 潘維剛   | 中國國民黨                   |                              |                              |
| 9        | 陳鎮湘   | 中國國民黨                   |                              |                              |
| 10       | 李貴敏   | 中國國民黨                   |                              |                              |
| 11       | 蘇清泉   | 中國國民黨                   |                              |                              |
| 12       | 陳碧涵   | 中國國民黨                   |                              |                              |
| 13       | 詹凱臣   | 中國國民黨                   |                              |                              |
| 14       | 徐少萍   | 中國國民黨                   |                              |                              |
| 15       | 紀國棟   | 中國國民黨                   |                              | 中途離職                     |
| 16       | 陳淑慧   | 中國國民黨                   |                              |                              |
| 17       | 尹啟銘   | 中國國民黨                   |                              | 放棄遞補                     |
| 18       | 詹滿容   | 中國國民黨                   |                              | 缺額遞補                     |
| 選區     | 選區     | 全國不分區及僑居國外國民選區 | 全國不分區及僑居國外國民選區 | 全國不分區及僑居國外國民選區 |
| 選舉人數 | 選舉人數 | 17,625,632                   | 17,625,632                   | 17,625,632                   |
| 投票數   | 投票數   | 13,170,281                   | 13,170,281                   | 13,170,281                   |
| 有效票   | 有效票   | 12,943,139                   | 12,943,139                   | 12,943,139                   |
| 無效票   | 無效票   | 227,142                      | 227,142                      | 227,142                      |
| 投票率   | 投票率   | 77.63%                       | 77.63%                       | 77.63%                       |